# José Francisco Xavier Sigaud
José Francisco Xavier Sigaud (Marselha, 2 de dezembro de 1796 - Rio de Janeiro, 10 de outubro 1856) foi um médico franco-brasileiro.
Filho de Jeronymo Sigaud e de Marie Catarine Eyglument.
Bacharel em Letras, iniciou seu estudos na Faculdade de Medicina de Montpellier (França), mas doutorou-se em Medicina na na Faculdade de Medicina de Estrasburgo, em 1818. José Francisco Xavier Sigaud emigrou ao Brasil em 1825 devido à perseguição política do reinado de Charles X na França, chegando em 07 de setembro daquele ano na cidade do Rio de Janeiro.
José Francisco Xavier Sigaud chegou ao Brasil trazendo uma carta de recomendação de Ange Hyacinthe Maxence de Damas de Cormaillon, Barão de Damas e então Ministro dos Negócios Estrangeiros da França, a Jacques-Marie Aymard, Conde de Gestas e Cônsul Geral da França no Brasil.
Sigaud passou a ter atividade intensa editorial juntamente com o livreiro Pierre Plancher (também francês). Ambos foram muito importantes para a história do livro e da imprensa no Brasil no Primeiro Reinado e também no período regencial. Em 1827, fundaram o  Jornal do Commercio, um dos mais importantes jornais da época do império. Em 1827, fundou o primeiro periódico médico brasileiro: “O Propagador das Sciencias Medicas ou Anaes de Medicina, Cirurgia e Pharmacia; para o Império do Brasil e Nações Estrangeiras”. 
Em 1829, Sigaud fundou a Sociedade de Medicina do Rio de Janeiro em conjunto com Joaquim Candido Soares de Meirelles, José Martins da Cruz Jobim, Luiz Vicente De Simoni e Jean Maurice Faivre, sendo também seu presidente no 2º trimestre de 1830, nos 1º e 2º trimestres de 1832 e no período 1851-1852. Fundou também o jornal da Sociedade de Medicina do Rio de Janeiro, "O Semanário de Saúde Pública", que foi lançado em 3 de janeiro de 1831, sendo seu editor até 1835.
Foi nomeado médico honorário da família imperial em 1833 (por José Bonifácio de Andrada e Silva) por ter tratado o Imperador Pedro II e em 1840, foi efetivado como médico da Imperial Câmara. Em 1835, Sigaud e Pierre Placher editaram o "Diario de Saude ou Ephemerides das sciencias medicas e naturaes do Brazil", que existiu até 1836 e tiveram como companheiros de redação o médico Francisco de Paula Cândido e Francisco Crispiniano Valdetaro, médico e professor das princesas filhas de D. Pedro II.
Viajou para a França em 15 de julho de 1843, para pesquisar sobre a deficiência visual de sua filha Adèle Marie Louise Sigaud (Adélia Sigaud) e também para editar seu livro "Du Climat et des Maladies du Brésil ou statistique médicale de cet Empire", que foi bem recebido pela Academie Royal de Médecine de Paris, sendo Dr. Sigaud condecorado com a Cruz da Ordem Real da Legião de Honra. Na França, foi recebido no Instituto Histórico da França em 17 de janeiro de 1844, e fez a leitura de sua memória "Sur les progrès de la Géographie au Brésil et sur la necessité de dresser une carte générale de cet Empire". Retornando ao Brasil em 10 de agosto de 1844, sua obra foi da mesma forma bem recebida pela Academia Imperial de Medicina e o Imperador D. Pedro II o nomeou como Cavaleiro da Ordem Imperial do Cruzeiro.
José Francisco Xavier Sigaud contribuiu e se empenhou para a criação do Imperial Instituto dos Meninos Cegos, inaugurado setembro de 1854, apoiando as intenções do jovem José Álvares de Azevedo, que introduziu o Sistema Braille no Brasil e ensinou sua filha Adélia Sigaud.  Vendo o desenvolvimento de sua filha, o Dr. Francisco Xavier Sigaud conseguiu uma audiência para José Álvares com o imperador D. Pedro II, que demonstrou como uma pessoa cega poderia ler e escrever por meio do Sistema Braille, deixando o imperador impressionado e aberto à ideia da criação de uma escola para cegos, inspirada no Instituto Real dos Jovens Cegos de Paris (Institut des Enfants Aveugles).
O Imperial Instituto dos Meninos Cegos foi criado por Decreto Imperial de D. Pedro II e inaugurado em 17 de setembro de 1854, no bairro da Gamboa, Rio de Janeiro, seis meses após o falecimento do professor José Álvares de Azevedo. Teve como primeiro diretor o Dr. Francisco Xavier Sigaud, que permaneceu no cargo até a sua morte, em 1856. Em 19 de junho de 1859, foi inaugurado um pedestal em homenagem ao Dr. Sigaud no salão nobre do Imperial Instituto dos Meninos Cegos, com os seguintes dizeres: "J. F. X. Sigaud collaborador de J. A. Azevedo na fundação do Instituto dos Meninos Cegos e primeiro director do mesmo instituto".
Em 1864, o Instituto foi transferido para a Praça da Aclamação, atual Campo de Santana, e em 1891, com o aumento dos alunos, houve necessidade de expansão das instalações e uma nova sede foi construída na antiga Praia da Saudade (atual Avenida Pasteur, no bairro da Urca), no mesmo ano o Instituto passou a ser denominado Instituto Benjamim Constant, e próximo ao novo prédio, foi aberta a rua denominada Rua Dr. Xavier Sigaud , entre a Universidade Federal do Rio de Janeiro e o Instituto Benjamin Constant.
José Francisco Xavier Sigaud participou de várias sociedades científicas nacionais e estrangeiras, colaborando com  muitas destas associações. Foi membro efetivo do Instituto Histórico e Geográfico Brasileiro, da Sociedade Auxiliadora da Indústria Nacional e da Sociedade de Instrução Elementar. Em sociedades estrangeiras foi membro titular e secretário-adjunto da Société Royale de Médecine de Marseille, membro correspondente do Athénée Médical de Montpellier, e membro da Société de Médecine du Canton de Genebre, da Sociedad Medica de Barcelona, da Société de Médecine de Nantes, da Société Medicale d´Émulation, da Société de Médecine du Loire-Inférieure, e do Institut Historique de France, no qual foi ingressou como membro em 1844.
Foi presidente da Academia Imperial de Medicina (hoje Academia Nacional de Medicina).